# Лајтл (Тексас)
Лајтл (енгл. Lytle) град је у америчкој савезној држави Тексас. По попису становништва из 2010. у њему је живело 2.492 становника.

## Демографија
Према попису становништва из 2010. у граду је живело 2.492 становника, што је 109 (4,6%) становника више него 2000. године.
| Група             | 2000.         | 2010.         |
| Белци             | 867 (36,4%)   | 808 (32,4%)   |
| Афроамериканци    | 11 (0,5%)     | 7 (0,3%)      |
| Азијати           | 7 (0,3%)      | 4 (0,2%)      |
| Хиспаноамериканци | 1.458 (61,2%) | 1.635 (65,6%) |
| Укупно            | 2.383         | 2.492         |